# 塔耶卡瓦
塔耶卡瓦（法語：Taillecavat，法語發音：[tajkava]）是法国吉伦特省的一个市镇，属于朗贡区。

## 地理
塔耶卡瓦（44°38'46"N, 0°9'1"E）面积9.49 平方千米，位于法国新阿基坦大区吉倫特省，该省份为法国西南部沿海省份，是法國本土面积最大的省，北起滨海夏朗德省，西临大西洋，南至朗德省，东南接洛特-加龍省，东临多爾多涅省。
与塔耶卡瓦接壤的市镇（或旧市镇、城区）包括：迪拉斯、库尔德蒙塞居、吉耶讷地区莱维尼亚克、圣热罗、德罗河畔圣皮埃尔。

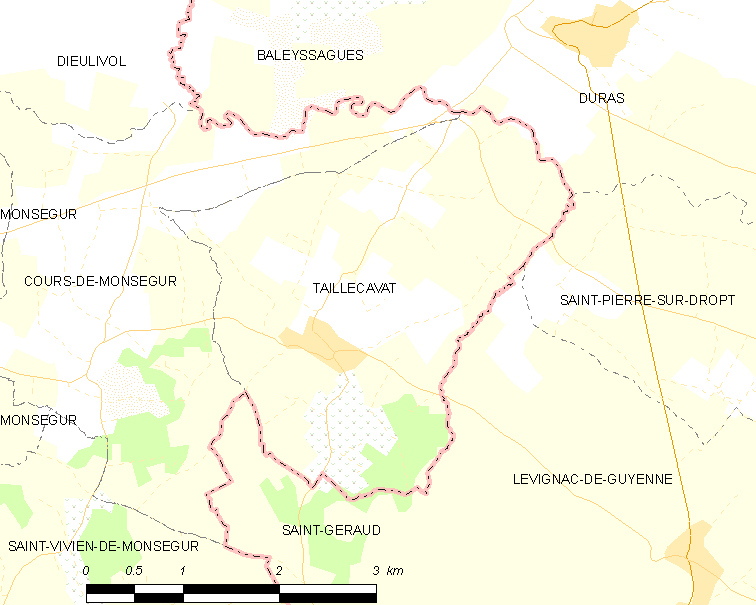
塔耶卡瓦的OSM定位图

塔耶卡瓦的时区为UTC+01:00、UTC+02:00（夏令时）。

## 行政
塔耶卡瓦的邮政编码为33580，INSEE市镇编码为33520。

## 政治
塔耶卡瓦所属的省级选区为勒雷奥莱-莱巴斯蒂德县。

## 人口

1962-2008年间塔耶卡瓦人口变化图示

塔耶卡瓦于2022年1月1日时的人口数量为288人。